# مارتین کریک (پنسیلوانیا)
مارتین کریک (به انگلیسی: Martins Creek) یک منطقهٔ مسکونی در ایالات متحده آمریکا است که در Lower Mount Bethel Township واقع شده‌است. مارتین کریک ۶۳۱ نفر جمعیت دارد.